# Olympische Sommerspiele 1964/Wasserspringen
Bei den XVIII. Olympischen Sommerspielen 1964 in Tokio fanden vier Wettbewerbe im Wasserspringen statt, je zwei für Frauen und Männer. Austragungsort war die Nationale Sporthalle Yoyogi im Bezirk Shibuya.

## Bilanz

### Medaillenspiegel

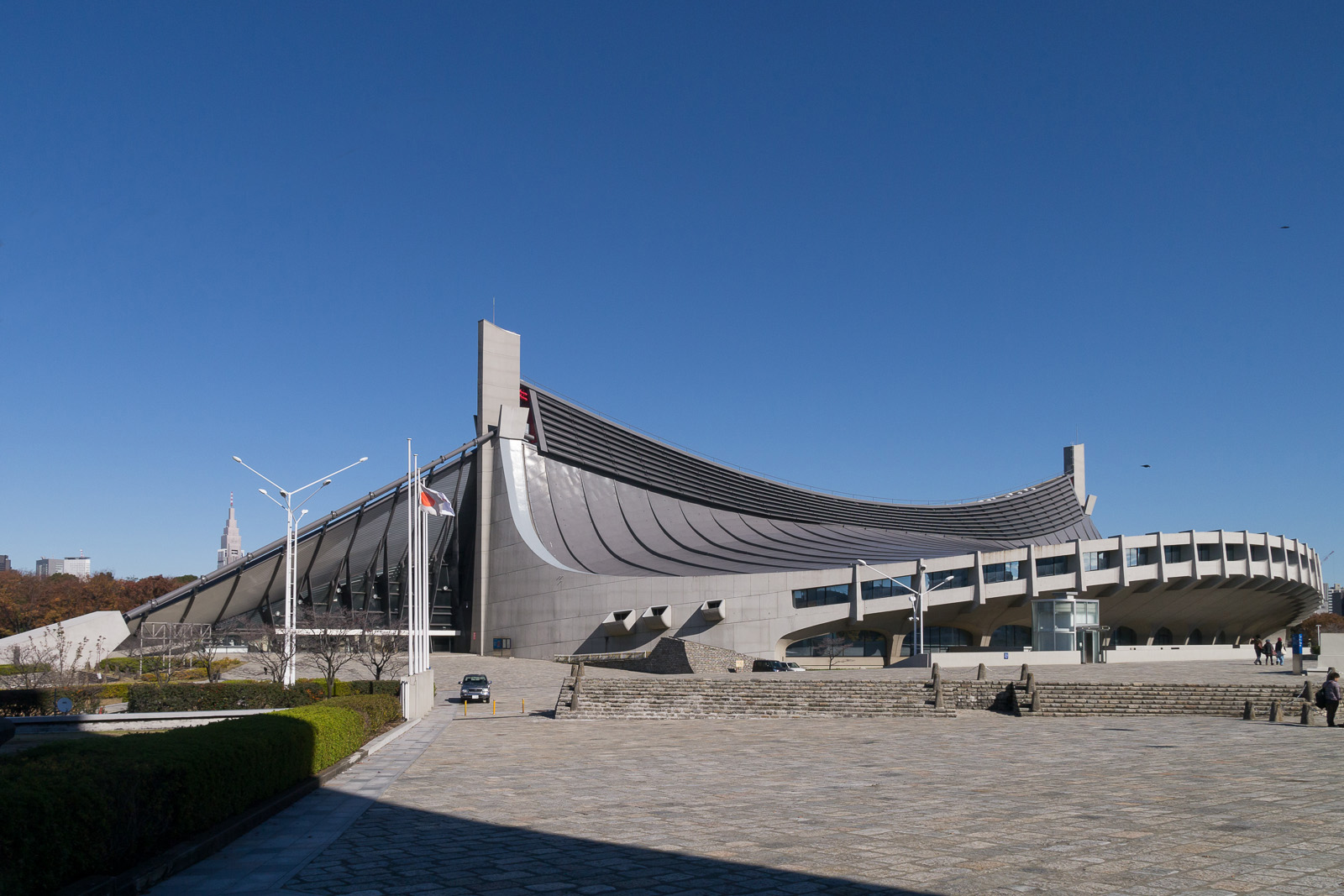
Nationale Sporthalle Yoyogi

| Platz | Land               | Gold | Silber | Bronze | Gesamt |
| ----- | ------------------ | ---- | ------ | ------ | ------ |
| 1     | Vereinigte Staaten | 3    | 2      | 3      | 8      |
| 2     | Deutschland        | 1    | 1      | –      | 2      |
| 3     | Italien            | –    | 1      | –      | 1      |
| 4     | Sowjetunion        | –    | –      | 1      | 1      |

### Medaillengewinner
| Konkurrenz        | Gold               | Silber        | Bronze             |
| ----------------- | ------------------ | ------------- | ------------------ |
| Kunstspringen 3 m | Kenneth Sitzberger | Frank Gorman  | Lawrence Andreasen |
| Turmspringen 10 m | Robert Webster     | Klaus Dibiasi | Tom Gompf          |

| Konkurrenz        | Gold                | Silber              | Bronze           |
| ----------------- | ------------------- | ------------------- | ---------------- |
| Kunstspringen 3 m | Ingrid Engel-Krämer | Jeanne Collier      | Patsy Willard    |
| Turmspringen 10 m | Lesley Bush         | Ingrid Engel-Krämer | Galina Alexejewa |

## Ergebnisse Männer

### Kunstspringen 3 m
| Platz | Land | Sportler           | Punkte |
| ----- | ---- | ------------------ | ------ |
| 1     | USA  | Kenneth Sitzberger | 159,90 |
| 2     | USA  | Frank Gorman       | 157,63 |
| 3     | USA  | Lawrence Andreasen | 143,77 |
| 4     | EUA  | Hans-Dieter Pophal | 142,58 |
| 5     | SWE  | Goran Lundquist    | 138,65 |
| 6     | URS  | Boris Poluljach    | 138,64 |
| 7     | URS  | Michail Safonow    | 134,00 |
| 8     | URS  | Wladimir Wassin    | 133,48 |
|       |      |                    |        |
| 13    | ITA  | Klaus Dibiasi      | 087,68 |
| 14    | EUA  | Rolf Sperling      | 086,98 |
| 16    | AUT  | Kurt Mrkwicka      | 085,72 |
| 17    | EUA  | Horst Rosenfeldt   | 085,66 |

Datum: 12. bis 14. Oktober 1964 

27 Teilnehmer aus 16 Ländern

### Turmspringen 10 m
| Platz | Land | Sportler         | Punkte |
| ----- | ---- | ---------------- | ------ |
| 1     | USA  | Robert Webster   | 148,58 |
| 2     | ITA  | Klaus Dibiasi    | 147,54 |
| 3     | USA  | Tom Gompf        | 146,57 |
| 4     | MEX  | Roberto Madrigal | 144,27 |
| 5     | URS  | Wiktor Palagin   | 143,77 |
| 6     | GBR  | Brian Phelps     | 143,18 |
| 7     | EUA  | Rolf Sperling    | 142,24 |
| 8     | JPN  | Toshio Otsubo    | 142,05 |
| 9     | EUA  | Gerd Völker      | 091,62 |
|       |      |                  |        |
| 15    | EUA  | Klaus Konzorr    | 090,08 |
| 17    | AUT  | Kurt Mrkwicka    | 089,10 |

Datum: 16. bis 18. Oktober 1964 

32 Teilnehmer aus 17 Ländern

## Ergebnisse Frauen

### Kunstspringen 3 m
| Platz | Land | Sportlerin          | Punkte |
| ----- | ---- | ------------------- | ------ |
| 1     | EUA  | Ingrid Engel-Krämer | 145,00 |
| 2     | USA  | Jeanne Collier      | 138,36 |
| 3     | USA  | Patsy Willard       | 138,18 |
| 4     | USA  | Sue Gossick         | 129,70 |
| 5     | URS  | Tamara Fedosowa     | 126,33 |
| 6     | URS  | Jelena Anochina     | 125,60 |
| 7     | JPN  | Kanoko Mabuchi      | 125,28 |
| 8     | EUA  | Angelika Hilbert    | 123,27 |
|       |      |                     |        |
| 10    | EUA  | Christiane Lanzke   | 082,56 |
| 15    | AUT  | Elisabeth Svoboda   | 075,45 |
| 16    | AUT  | Ingeborg Pertmayr   | 074,31 |
| 18    | AUT  | Ulrike Sindelar     | 070,27 |

Datum: 11. und 12. Oktober 1964 

21 Teilnehmerinnen aus 9 Ländern

### Turmspringen 10 m
| Platz | Land | Sportlerin          | Punkte |
| ----- | ---- | ------------------- | ------ |
| 1     | USA  | Lesley Bush         | 99,80  |
| 2     | EUA  | Ingrid Engel-Krämer | 98,45  |
| 3     | URS  | Galina Alexejewa    | 97,60  |
| 4     | USA  | Linda Cooper        | 96,30  |
| 5     | EUA  | Christiane Lanzke   | 92,92  |
| 6     | AUT  | Ingeborg Pertmayr   | 92,70  |
| 7     | URS  | Natalja Kusnezowa   | 90,91  |
| 8     | USA  | Barbara Talmage     | 89,60  |
|       |      |                     |        |
| 10    | EUA  | Delia Reinhardt     | 86,79  |
| 13    | AUT  | Elisabeth Svoboda   | 46,10  |
| 21    | AUT  | Ulrike Sindelar     | 40,22  |

Datum: 15. Oktober 1964 

24 Teilnehmerinnen aus 11 Ländern